# Tina Fey
Elizabeth Stamatina Fey, detta Tina (Upper Darby, 18 maggio 1970), è un'attrice, autrice televisiva e comica statunitense.
È vincitrice di tre Golden Globe, nove Emmy Awards, cinque Screen Actors Guild Awards, sette Writers Guild of America Award e nominata una volta ai Grammy Award e al Tony Award, è famosa soprattutto per le sue interpretazioni in Mean Girls (di cui è anche sceneggiatrice), Saturday Night Live, così come in 30 Rock, una situation comedy basata vagamente sulla sua esperienza al Saturday Night Live.
Fey divenne autrice del SNL nel 1997 e fu promossa capo-autrice nel 1999. Iniziò a far parte del cast del Saturday Night Live nel 2000. Dopo aver lasciato il programma nel 2006, creò una sua serie televisiva chiamata 30 Rock. Nella serie, interpreta Liz Lemon, capo-autrice del TGS with Tracy Jordan, una sketch comedy immaginaria. All'inizio del 2008, ha partecipato al film Baby Mama, insieme a Amy Poehler. Nel settembre 2008 Fey è ritornata al SNL imitando la candidata alla vicepresidenza americana Sarah Palin.

## Biografia
È nata ad Upper Darby, un sobborgo di Philadelphia (in Pennsylvania), figlia di Zenobia "Jeanne" (nata Xenakes), una broker, e Donald Fey, un vincitore di una borsa di studio universitaria con propositi da scrittore. Il padre ha origini tedesche e scozzesi, mentre sua madre ha origini greche.
Fey fu introdotta alla comicità molto presto:
È inoltre cresciuta guardando Second City Television (un canale canadese che trasmette sketch comedy show) e uno dei suoi modelli di riferimento è Catherine O'Hara.
Fey ha frequentato le elementari alla Cardington Elementary School e le medie alla Beverly Hills Middle School. Dalle medie ha capito di essere interessata alla comicità, in terza media elaborò persino un progetto di studio indipendente sulla comicità. Nel 1988 si diploma al liceo Upper Darby.

### Vita privata
È sposata con Jeff Richmond, un compositore del SNL. Si incontrarono al Second City di Chicago e si frequentarono per sette anni prima di sposarsi col rito ortodosso il 3 giugno del 2001. Hanno due figlie, Alice Zenobia Richmond, nata a New York il 10 settembre 2005 e Penelope Athena Richmond, nata il 10 agosto 2011. La coppia risiede nella Grande Mela.
Ha una cicatrice di pochi centimetri lungo la parte sinistra del mento e della guancia. Rispondendo ad una domanda su come se la fosse procurata, Tina rispose al New York Times così: "È stato un incidente d'infanzia molto triste. Non ne parlo perché per i miei genitori non sarebbe giusto." In un'intervista concessa da Fey e dal marito a Vanity Fair (gennaio 2009), Richmond rivelò che la cicatrice era il risultato di una ferita da taglio, infertale quando aveva cinque anni. Richmond rivelò: "Accadde nel cortile di fronte a casa sua, un tizio sbucò fuori dal nulla, e lei pensò soltanto che qualcuno l'avesse sporcata con una penna." Nella stessa intervista, Fey disse che era riluttante a discutere dell'incidente anche perché: "È impossibile parlarne senza che in qualche modo sembri di strumentalizzare la cosa."
L'attrice è un'ambientalista impegnata; inoltre supporta molte cause umanitarie, come il Mercy Corps World Hunger Center di New York City.

## Carriera
Dopo la laurea di primo grado in Arte Drammatica, presa all'Università della Virginia nel 1992, Fey si trasferì a Chicago, per poter frequentare i corsi serali della compagnia teatrale The Second City.
Una volta iniziata la sua esperienza con Second City, si immerse nel "culto dell'improvvisazione", divenendo, come lei descriverà dieci anni dopo, "uno di quegli atleti che cercano di arrivare alle Olimpiadi. Si trattava di focalizzarsi su qualcosa. Ero così sicura di star facendo ciò per cui ero nata, ed avrei fatto di tutto per farlo su quel palcoscenico. Non perché era il SNL, ma perché ho cercato di dedicare la mia vita all'improvvisazione. Sarei stata assolutamente felice di rimanere al Second City per sempre."
Nel 1994 fu invitata ad aggregarsi al cast di The Second City, dove si esibì in Paradigm Lost, una rivista vincitrice del Jeff Award. L'improvvisazione la influenzò molto nel capire ciò che significava per lei essere un'attrice, come ribadito in una sua intervista del 2003 per il magazine The Believer:
Durante la sua permanenza a Chicago, Fey tentò ciò che lei dopo descrisse come un tentativo "dilettantesco" di stand-up comedy. L'attrice è inoltre un veterano delle ImprovOlympic (Olimpiadi dell'Improvvisazione teatrale).

### Saturday Night Live
Con l'aiuto del futuro capo-autore Adam McKay, nel 1997 Fey divenne autrice dello show NBC Saturday Night Live (SNL). Dal 1999 in poi, divenne la prima donna a capo degli autori della trasmissione, una pietra miliare che lei minimizzò dicendo che non c'erano poi così tanti capo-autori. Come coautrice capo dello special per i 25 anni del SNL, Fey vinse nel 2001 il Writers Guild of America Award. Lei e lo staff degli autori vinsero anche un Emmy Award nel 2002 per il loro lavoro nello show.
Nel settembre del 2005, andò in maternità per dare alla luce sua figlia, Alice Zenobia Richmond. Fu sostituita nello sketch del Weekend Update da Horatio Sanz per due episodi, prima del suo ritorno allo show, avvenuto il 22 ottobre del 2005; all'epoca fece notare: "Dovevo ritornare al lavoro. Ero sotto contratto con la NBC mentre la bimba ed io avevamo solo un accordo verbale."
Quella fu la sua ultima stagione, dato che da lì in avanti cominciò a sviluppare l'idea di 30 Rock.

#### Gli sketch alSNL
Alcuni sketch ricorrenti scritti da Fey includono:
- La parodia di Live with Regis and Kelly e The View
- "La ragazza senza Gaydar" (The Girl with No Gaydar), scritto insieme a Rachel Dratch
- "Gli adolescenti di Boston" (The Boston Teens), scritto insieme a Rachel Dratch
- "Meet your Second Wife", parodia di un gioco a premi

Le sono attribuiti anche:
- "Il colonnello Angus" (Colonel Angus) - interpretato da Christopher Walken in uno sketch pieno di giochi di parole sul nome del colonnello
- "Mamma Jeans" (Mom Jeans) - parodia di una pubblicità
- "Parliamo delle Gine" (Talkin 'Bout 'Ginas) - parodia de I monologhi della vagina
- "Vecchia troia francese!" (Old French Whore!) - parodia di un gioco a premi con adolescenti messi a confronto con una vecchia prostituta francese
- "Censimento" (Census) - Tim Meadows interroga un incapace Christopher Walken)

#### IlWeekend Update

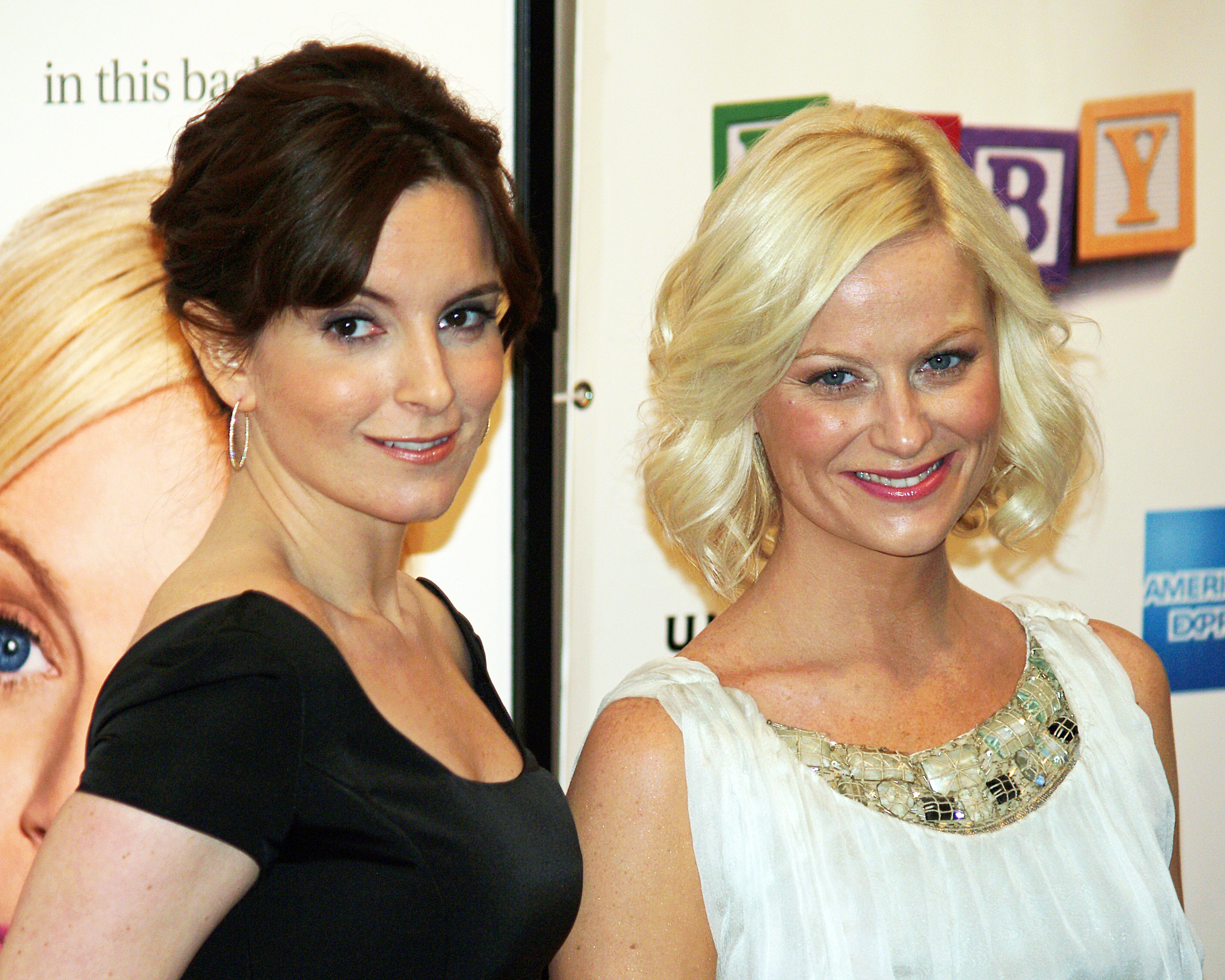
Tina Fey e Amy Poehler

Nel 2000, Fey e Jimmy Fallon divennero i telegiornalisti dello sketch Weekend Update (anche questo scritto dall'attrice insieme ad altri autori), un'accoppiata che finì nel maggio del 2004 quando Fallon comparve per l'ultima volta come membro del cast del SNL. Fallon fu rimpiazzato da Amy Poehler. Era la prima volta che due donne conducevano insieme il Weekend Update.

#### Il ritorno da ospite
Il 23 febbraio del 2008, Fey condusse il primo episodio del Saturday Night Live, dopo lo sciopero degli sceneggiatori americani del 2007, diventando così il terzo membro del cast a ritornare da ospite.
Le imitazioni di Fey durante quella puntata, inclusero Ellen Page (nei panni di Juno MacGuff) e Mary Jo Buttafuoco.

#### Sarah Palin
Tina Fey è largamente considerata somigliante a Sarah Palin, così tanto che subito dopo l'annuncio di John McCain della scelta della Palin come partner nella sua corsa alla Casa Bianca, crebbero le speculazioni intorno ad una sua eventuale parodia negli sketch comici del SNL. Nella prima puntata della 34ª stagione, andata in onda il 13 settembre 2008, Fey fece ritorno al SNL nel ruolo della candidata alla vicepresidenza Sarah Palin, con accanto Amy Poehler nei panni di Hillary Clinton. A Nonpartisan Message from Governor Sarah Palin & Senator Hillary Clinton divenne ben presto il video virale più visto di NBC.com, con 5,7 milioni di visite dal mercoledì seguente.
In un'intervista, il creatore di SNL, Lorne Michaels, disse "Il mondo intero le aveva assegnato quella parte". Michaels disse anche che era improbabile che Fey interpretasse quel ruolo a lungo.
I propagandisti della Palin, dissero che la governatrice era divertita, soprattutto perché una volta si era vestita da Tina Fey ad Halloween, sebbene in seguito la Palin confessò che aveva visto lo sketch senza audio. Il principale consigliere economico di McCain, Carly Fiorina, definì la scenetta sessista.
Durante gli Emmy Awards del 2008, Tina Fey disse del candidato alla vice-presidenza: "Voglio finire di interpretare questa signora il 5 novembre. Se qualcuno mi aiuta a finirla con questa signora il 5 novembre, sarebbe una bella cosa per me". In una intervista con TV Guide, Fey ripeté quanto volesse che la sua parodia fosse temporanea. "Se vince, sono fregata," disse. "Non posso far quello per quattro anni. E con 'sono fregata' intendo proprio che lascio il pianeta Terra."
Il 27 settembre, riprese il ruolo della Palin, parodiando l'intervista concessa da quest'ultima a Katie Couric sulla CBS News (nei panni della Couric c'era Amy Poehler). Intere parti della scenetta erano dirette citazioni (quasi parola per parola) e gesti dell'intervista del 24 settembre. Il 4 ottobre, parodiò la Palin del dibattito vicepresidenziale, con Jason Sudeikis nei panni del candidato democratico alla vice-presidenza Joe Biden e Queen Latifah in quelli della moderatrice Gwen Ifill. Il produttore esecutivo del SNL comunicò che l'audience era aumentata del 50% nella 34ª stagione, dicendo al New York Times: "Credo che gli Dei ci abbiano sorriso grazie a questa cosa della Palin."
Il 18 ottobre 2008 Fey ebbe un faccia a faccia con la vera Palin (ospite speciale di quella puntata) al SNL, mentre impersonava la candidata alla vice-presidenza in una finta conferenza stampa. Su questo episodio, la critica televisiva del New York Times, ha scritto che i propagandisti di McCain credono che gli sketch di Fey abbiano "minato la credibilità della Palin" come candidata qualificata alla vice-presidenza, e quindi l'apparizione della candidata al SNL è stata una mossa atta a "disarmare" la signora Fey.

### 30 Rock

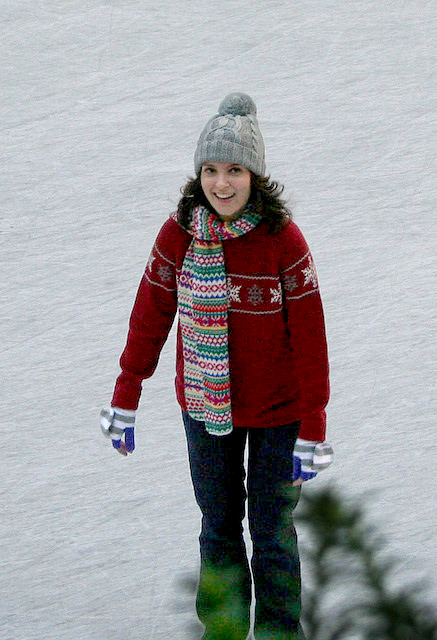
Tina Fey durante le riprese del 9º episodio della seconda stagione di 30 Rock

Fey ha creato una sitcom, 30 Rock, per la stagione autunnale 2006 della NBC. Lo show è prodotto dalla NBC e da Broadway Video, insieme a Lorne Michaels e due ex produttori del The Tracy Morgan Show: David Miner, che è anche il suo manager alla 3 Arts, e Joann Alfano. Oltre a crearlo, Fey ne è autrice e interprete. La sitcom è basata sulle sue esperienze al SNL.
Lo show debuttò con molte recensioni positive ma con un'audience minore; l'audience aumentò quando la NBC spostò il programma al giovedì notte, all'interno del blocco comico "Must See TV". La NBC confermò la serie e la seconda stagione iniziò nell'ottobre del 2007.
Nel luglio 2007, Fey fu candidata all'Emmy per la sua interpretazione nella serie. Lo stesso show vinse l'Emmy del 2007. Nel 2008, l'attrice vinse il Golden Globe come miglior attrice in una Commedia o Musical, e uno Screen Actors Guild Award.
Insieme agli altri autori dello show, Fey partecipò allo sciopero degli sceneggiatori, che iniziò il 5 novembre del 2007 e si concluse il 12 febbraio del 2008. Mentre picchettava al Rockefeller Center il primo giorno di sciopero, fece questa dichiarazione: Sono un membro della Guild e sono qui a supportare i miei compagni. Questo sciopero influisce sullo show a cui lavoro. Abbiamo messo le penne giù ieri, e non scriveremo più fino a quando si riaprirà la negoziazione. Fey tuttavia continuò sia a recitare sia a produrre 30 Rock, come richiestole dal contratto. La produzione di 30 Rock finì il 9 novembre e riprese alla fine dello sciopero.
Per lo stesso ruolo Tina Fey riceve lo Screen Actors Guild Award 2010 come miglior attrice televisiva.

#### Episodi scritti per30 Rock
Finora, Fey ha scritto da sola otto episodi della serie e quattro insieme ad altri:
- "Pilot"
- "The Aftermath"
- "Tracy Does Conan"
- "The Head and the Hair" (scritto insieme a John Riggi)
- "Black Tie" (scritto insieme a Kay Cannon)
- "Up All Night"
- "The C Word"
- "Hiatus"
- "SeinfeldVision"
- "Somebody to Love" (scritto insieme a Kay Cannon)
- "MILF Island" (scritto insieme a Matt Hubbard)
- "Cooter"

### Cinema
Come ospite ricorrente del Late Night with Conan O'Brien, Fey aveva una gag che la vedeva pubblicizzare dei film in uscita che nella realtà non esistevano, e sostituiva le clip promesse con contributi filmati che non c'entravano nulla. Tuttavia, nel 2004, fece il suo debutto al cinema con un film di cui era autrice e co-protagonista: Mean Girls. I personaggi ed i loro comportamenti nel film erano basati sulla vita liceale di Fey alla Upper Darby High School e sul saggio Queen Bees and Wannabes di Rosalind Wiseman. Il cast includeva alcuni membri del SNL, tra cui Tim Meadows, Ana Gasteyer, e Amy Poehler.
Nel film animato Aqua Teen Hunger Force Colon Movie Film for Theaters, fece un cameo prestando la voce alla madre del team.
Tina Fey e la collega Amy Poehler furono anche le protagoniste del film Baby Mama, distribuito il 25 aprile del 2008 e scritto e diretto da Michael McCullers. La trama vede una donna d'affari (Fey) che vuole un figlio ma scopre di avere solo una chance su un milione di rimanere incinta, quindi decide di trovare una madre-surrogato, "Angie" (Poehler), un'infida white trash. Il film ebbe recensioni positive e negative, con una valutazione del 61% su Rottentomatoes.com, incassando oltre 60 milioni di dollari ad oggi.
Dall'aprile del 2006, Fey sta lavorando alla sceneggiatura di un film della Paramount Pictures dal titolo Curly Oxide and Vic Thrill che a quanto pare è vagamente basato sulla storia di un musicista rock chassidico.

### Altri lavori
Nel 2000, Fey partecipò insieme alla collega Rachel Dratch del SNL, nello show, acclamato dalla critica, Dratch & Fey a New York nell'Upright Citizens Brigade Theater, ad Aspen nell'ambito dello U.S. Comedy Arts Festival e a Chicago all'Improv Festival. Lorne Michaels la vide in una delle sue performance e la fece quindi diventare una delle anchor woman del Weekend Update al Saturday Night Live. Uno degli sketch più popolari del SNL, Boston Teens, aveva avuto origine al Second City di Chicago. Tina interpretava la madre di Rachel Dratch. Fey è inoltre apparsa in Martin & Orloff, una commedia surreale rappresentata al South by Southwest di Austin.
Nel 2007 fu scelta come una delle 100 Persone Che Trasformano Il Mondo dal TIME. Quello stesso anno si è piazzata settima nella classifica delle 100 donne più sexy di AfterEllen.com, un sito web dedicato alle donne lesbiche. Si classificò inoltre 80ª nella lista delle 100 donne più sexy del 2002 della rivista Maxim ed è stata inserita tra le 50 persone più belle del 2003 dalla rivista People.
Il 13 agosto 2007 è stata la guest star dell'episodio The Bookaneers della serie Sesame Street. È stata ospite-giudice dell'episodio di Iron Chef America del 25 novembre 2007. È apparsa inoltre nella campagna Disney "Year of a Million Dreams" nei panni di Trilli Campanellino, insieme a Mikhail Baryshnikov (Peter Pan) e Gisele Bündchen (Wendy Darling). È stata anche testimonial di una pubblicità dell'American Express. Nel 2017 ha scritto il libretto dell'adattamento musicale di Mean Girls, debuttato a Broadway nel 2018, che le valse una candidatura al Tony Award al miglior libretto di un musical.

## Filmografia

### Attrice

#### Cinema
- Martin & Orloff, regia di Lawrence Blume (2002)
- Mean Girls, regia di Mark Waters (2004)
- L'uomo dell'anno (Man of the Year), regia di Barry Levinson (2006)
- Baby Mama, regia di Michael McCullers (2008)
- Il primo dei bugiardi (The Invention of Lying), regia di Ricky Gervais e Matthew Robinson (2009)
- Notte folle a Manhattan (Date Night), regia di Shawn Levy (2010)
- Admission - Matricole dentro o fuori (Admission), regia di Paul Weitz (2013)
- Anchorman 2 - Fotti la notizia (Anchorman 2: The Legend Continues), regia di Adam McKay (2013) - cameo non accreditato
- Muppets 2 - Ricercati (Muppets Most Wanted), regia di James Bobin (2014)
- This Is Where I Leave You, regia di Shawn Levy (2014)
- Le sorelle perfette (Sisters), regia di Jason Moore (2015)
- Whiskey Tango Foxtrot, regia di Glenn Ficarra e John Requa (2016)
- Wine Country, regia di Amy Poehler (2019)
- Assassinio a Venezia (A Haunting in Venice), regia di Kenneth Branagh (2023)
- Maggie Moore(s) - Un omicidio di troppo (Maggie Moore(s)), regia di John Slattery (2023)
- Mean Girls, regia di Arturo Perez Jr e Samantha Jayne (2024)

#### Televisione
- Saturday Night Live – programma TV, 140 puntate (1997-2008, 2015-2018, 2021)
- Sesamo apriti (Sesame Street) – programma TV, puntata 38x01 (2007)
- 30 Rock – serie TV, 138 episodi (2006-2013)
- iCarly – serie TV, episodio 6x07 (2012)
- Conan – programma TV, puntata 3x39 (2013)
- Inside Amy Schumer – serie TV, episodio 3x01 (2015)
- Unbreakable Kimmy Schmidt – serie TV, 7 episodi (2015-2017)
- Maya & Marty – programma TV, puntata 1x02 (2016)
- Great News – serie TV, 5 episodi (2017-2018)
- Modern Love – serie TV, episodi 1x04-1x08 (2019)
- Mapleworth Murders – serie TV, episodi 1x04 (2020)
- Only Murders in the Building – serie TV, 9 episodi (2021-2023)
- The Four Seasons – serie TV, 8 episodi (2025-in corso)

### Doppiatrice
- Aqua Teen Hunger Force Colon Movie Film for Theaters, regia di Matt Maiellaro e Dave Willis (2007)
- Megamind, regia di Tom McGrath (2010)
- Phineas e Ferb (Phineas and Ferb) - serie animata, episodio 3x02 (2011)
- I Simpson (The Simpsons) – serie animata, episodio 24x15 (2013)
- Soul, regia di Pete Docter e Kemp Powers (2020)
- Free Guy - Eroe per gioco (Free Guy), regia di Shawn Levy (2021)

### Sceneggiatrice
- Saturday Night Live – programma TV, 174 episodi (1997-2006, 2011, 2015, 2017)
- Mean Girls, regia di Mark Waters (2004)
- 30 Rock – serie TV, 137 episodi (2006-2013)
- Unbreakable Kimmy Schmidt – serie TV, 51 episodi (2015-2019)
- Unbreakable Kimmy Schmidt - Kimmy vs il Reverendo (Unbreakable Kimmy Schmidt: Kimmy vs the Reverend), regia di Claire Scanlon – film TV (2020)
- Mr. Mayor – serie TV, 9 episodi (2021-in corso)
- Mean Girls, regia di Arturo Perez Jr e Samantha Jayne (2024)
- The Four Seasons – miniserie TV, 8 puntate (2025)

### Produttrice
- 30 Rock – serie TV, 139 episodi (2006-2013)
- Unbreakable Kimmy Schmidt – serie TV, 51 episodi (2015-2019)
- Whiskey Tango Foxtrot, regia di Glenn Ficarra e John Requa (2016)
- Great News – serie TV, 23 episodi (2017-2018)
- Unbreakable Kimmy Schmidt - Kimmy vs il Reverendo (Unbreakable Kimmy Schmidt: Kimmy vs the Reverend), regia di Claire Scanlon – film TV (2020)
- Mr. Mayor – serie TV, 20 episodi (2021-2022)
- Girls5eva – serie TV, 22 episodi (2021-2024)
- Mean Girls, regia di Arturo Perez Jr e Samantha Jayne (2024)

## Riconoscimenti
- Golden Globe
  - 2008 - Miglior attrice in una serie commedia o musicale per 30 Rock
  - 2008 - Candidatura per la miglior serie commedia o musicale per 30 Rock
  - 2009 - Miglior attrice in una serie commedia o musicale per 30 Rock
  - 2009 - Miglior serie commedia o musicale per 30 Rock
  - 2010 - Candidatura per la miglior attrice in una serie commedia o musicale per 30 Rock
  - 2010 - Candidatura per la miglior serie commedia o musicale per 30 Rock
  - 2011 - Candidatura per la miglior attrice in una serie commedia o musicale per 30 Rock
  - 2011 - Candidatura per la miglior serie commedia o musicale per 30 Rock
  - 2012 - Candidatura per la miglior attrice in una serie commedia o musicale per 30 Rock
  - 2013 - Candidatura per la miglior attrice in una serie commedia o musicale per 30 Rock

## Doppiatrici italiane
Nelle versioni in italiano delle opere in cui ha recitato, Tina Fey è stata doppiata da:
- Francesca Fiorentini in 30 Rock, Admission - Matricole dentro o fuori, Anchorman 2 - Fotti la notizia, Unbreakable Kimmy Schmidt, Grandi notizie, Modern Love, Assassinio a Venezia, Maggie Moore(s) - Un omicidio di troppo, Mean Girls (2024), The Four Seasons
- Francesca Guadagno in Notte folle a Manhattan, This Is Where I Leave You
- Alessandra Korompay in Mean Girls (2004)
- Cristiana Lionello in Baby Mama
- Tiziana Avarista ne Il primo dei bugiardi
- Giò Giò Rapattoni in Muppets 2 - Ricercati
- Laura Lenghi in Le sorelle perfette
- Emanuela D'Amico in Whiskey Tango Foxtrot
- Roberta Greganti in Wine Country
- Beatrice Margiotti in Only Murders in the Building

Da doppiatrice è sostituita da:
- Antonella Alessandro ne I Simpson
- Stella Musy in Megamind
- Paola Cortellesi in Soul
- Luca Ward in Monkey Kingdom
- Francesca Fiorentini in Mulligan